# Parc Nacional del Goril·la Mgahinga
El Parc Nacional del Goril·la Mgahinga és un parc nacional situat a l'extrem sud-oest d'Uganda,situat prop de la ciutat de Kisoro.

## Localització
El parc està situat a les muntanyes Virunga, i limita amb el Parc Nacional dels Volcans a Ruanda i el Parc Nacional dels Virunga, a la República Democràtica del Congo. Mgahinga està situat a uns 15 km, per carretera, al sud de la ciutat de Kisoro i aproximadament a 55 quilòmetres, per carretera, a l'oest de Kabale, la ciutat més gran de la sub-regió. La totalitat del parc està situat al Comtat de Bufumbira, al districte de Kisoro.